# Scotinomys
Genre
Scotinomys est un genre de rongeur de la famille des cricétidés.

## Liste des espèces
- Scotinomys teguina (Alston, 1877)
- Scotinomys xerampelinus (Bangs, 1902)